# Veronica stelleri
Veronica stelleri là một loài thực vật có hoa trong họ Mã đề. Loài này được Pall. ex Link miêu tả khoa học đầu tiên năm 1820.